# Alpine Ski-Juniorenweltmeisterschaften 1982
Die 1. Alpinen Ski-Juniorenweltmeisterschaften fanden vom 4. bis 7. März 1982 im französischen Auron statt.

## Männer

### Abfahrt
| Platz | Land | Sportler           | Zeit (min) |
| ----- | ---- | ------------------ | ---------- |
| 1     | FRA  | Franck Piccard     | 1:36,11    |
| 2     | AUT  | Harald Krenn       | 1:36,80    |
| 3     | AUT  | Guido Hinterseer   | 1:37,23    |
| 4     | FRG  | Walter Hölzler     | 1:37,29    |
| 5     | AUT  | Günther Mader      | 1:37,63    |
| 6     | SUI  | Michael Plöchinger | 1:37,65    |

Datum: 4. März

### Riesenslalom
| Platz | Land | Sportler         | Zeit (min) |
| ----- | ---- | ---------------- | ---------- |
| 1     | AUT  | Günther Mader    | 2:24,67    |
| 2     | AUT  | Guido Hinterseer | 2:25,06    |
| 3     | SWE  | Johan Wallner    | 2:25,99    |
| 4     | YUG  | Rok Petrovič     | 2:26,32    |
| 5     | YUG  | Tomaž Čižman     | 2:27,49    |
| 6     | AUT  | Jürgen Grabher   | 2:27,55    |

Datum: 6. März

### Slalom
| Platz | Land | Sportler         | Zeit (min) |
| ----- | ---- | ---------------- | ---------- |
| 1     | SWE  | Johan Wallner    | 1:27,89    |
| 2     | ITA  | Oswald Tötsch    | 1:28,66    |
| 3     | AUT  | Guido Hinterseer | 1:28,78    |
| 4     | YUG  | Uroš Peternel    | 1:29,14    |
| 5     | YUG  | Tomaž Čižman     | 1:29,57    |
| 6     | SWE  | Mats Ericson     | 1:29,91    |

Datum: 7. März

### Kombination
| Platz | Land | Sportler         |
| ----- | ---- | ---------------- |
| 1     | AUT  | Guido Hinterseer |
| 2     | AUT  | Jürgen Grabher   |
| 3     | YUG  | Tomaž Čižman     |
| 4     | YUG  | Uroš Peternel    |
| 5     | AUT  | Konrad Walk      |
| 6     | SUI  | Christophe Berra |

Datum: 4./7. März
Die Kombination bestand aus der Addition der Ergebnisse aus Abfahrt, Riesenslalom und Slalom.

## Frauen

### Abfahrt
| Platz | Land | Sportlerin        | Zeit (min) |
| ----- | ---- | ----------------- | ---------- |
| 1     | FRA  | Catherine Quittet | 1:40,53    |
| 2     | FRA  | Chantal Hudry     | 1:40,66    |
| 3     | FRA  | Carole Merle      | 1:40,81    |
| 4     | AUT  | Sylvia Eder       | 1:41,21    |
| 5     | FRA  | Hélène Barbier    | 1:41,22    |
| 6     | AUT  | Sigrid Wolf       | 1:41,84    |

Datum: 4. März

### Riesenslalom
| Platz | Land | Sportlerin           | Zeit (min) |
| ----- | ---- | -------------------- | ---------- |
| 1     | FRG  | Michaela Gerg        | 2:35,82    |
| 2     | YUG  | Andreja Leskovšek    | 2:36,79    |
| 3     | ITA  | Linda Rocchetti      | 2:36,88    |
| 4     | SUI  | Corinne Schmidhauser | 2:38,24    |
| 5     | FRG  | Sonja Stotz          | 2:39,09    |
| 6     | FRA  | Catherine Quittet    | 2:39,19    |

Datum: 5. März

### Slalom
| Platz | Land | Sportlerin        | Zeit (min) |
| ----- | ---- | ----------------- | ---------- |
| 1     | YUG  | Andreja Leskovšek | 1:18,95    |
| 2     | SUI  | Monika Hess       | 1:19,12    |
| 3     | AUT  | Alexandra Probst  | 1:19,36    |
| 3     | FIN  | Minna Pelkonen    | 1:19,36    |
| 5     | ITA  | Paoletta Magoni   | 1:19,56    |
| 6     | YUG  | Alenka Mavec      | 1:20,02    |

Datum: 6. März

### Kombination
| Platz | Land | Sportlerin        |
| ----- | ---- | ----------------- |
| 1     | ITA  | Paoletta Magoni   |
| 2     | AUT  | Sylvia Eder       |
| 3     | ITA  | Linda Rocchetti   |
| 4     | YUG  | Andreja Leskovšek |
| 5     | AUT  | Sigrid Wolf       |
| 6     | NOR  | Anne Berge        |

Datum: 4./6. März
Die Kombination bestand aus der Addition der Ergebnisse aus Abfahrt, Riesenslalom und Slalom.

## Medaillenspiegel
| Platz | Land           | Gold | Silber | Bronze | Gesamt |
| ----- | -------------- | ---- | ------ | ------ | ------ |
| 1     | Österreich     | 2    | 4      | 3      | 9      |
| 2     | Frankreich     | 2    | 1      | 1      | 4      |
| 3     | Italien        | 1    | 1      | 2      | 4      |
| 4     | Jugoslawien    | 1    | 1      | 1      | 3      |
| 5     | Schweden       | 1    | –      | 1      | 2      |
| 6     | BR Deutschland | 1    | –      | –      | 1      |
| 7     | Schweiz        | –    | 1      | –      | 1      |
| 8     | Finnland       | –    | –      | 1      | 1      |